# Tore Linné Eriksen
Tore Linné Eriksen, född 1945 i Kolbotn, är en norsk historiker och professor i utvecklingsstudier vid Høgskolen i Oslo.
Efter att ha studerat afrikansk historia vid Universitetet i Trondheim, flyttade han till Lusaka i Zambia på utredningsuppdrag för Sida. 1977 återvände han till Norge och studerade sociologi innan han blev forskare vid Nordiska Afrikainstitutet i Uppsala. 1980 blev han stipendiat vid Norsk Utenrikspolitisk Institutt (NUPI), och flyttade åter till Lusaka och arbetade som stipendiatforskare för NUPI/ UN Institute for Namibia. Han arbetade i tio år som forskare för NUPI, innan han 1997 blev tillsatt vid Utvecklingsstudier vid Høgskolen i Oslo där han 2007 blev professor. 
2002 gav Eriksen ut boken «Nelson Mandela - Et liv i Kamp mot rasisme og undertrykking». Intäkterna från boken gav han till Fellesrådet for Afrika. 2007 gav han ut boken "Det første folkemordet i det tjuende århundret. Namibia 1903-1908 (Oslo, Unipub) och var medförfattare i historieverket "Tidslinjer" (Oslo, Aschehoug).